# 2MASS J03264225-2102057
2MASS J03264225-2102057 ist ein Brauner Zwerg im Sternbild Eridanus. Er wurde 2003 von John E. Gizis et al. entdeckt. Er gehört der Spektralklasse L5 an.